# Władysław Baka
Władysław Baka (* 24. März 1936 in Boksycka bei Kunów; † 3. März 2021) war ein Professor für Bank- und Finanzwesen der Universität Warschau. Er war Präsident der Narodowy Bank Polski und Mitglied des Ministerrates der Volksrepublik Polen.

## Leben
1959 schloss Władysław Baka (vollständig Władysław Wacław Baka oder Władysław Leon Baka) sein Wirtschafts- und Politikstudium an der Universität Warschau mit einem Magister ab. Er verblieb an der Hochschule und promovierte 1966 zum Dr. oec. Fünf Jahre darauf habilitierte er. 1977 wurde er zum ordentlichen Professor und war zwischen 1975 und 1981 Mitglied des Präsidiums des Wirtschaftsausschusses der Polnischen Akademie der Wirtschaftswissenschaften. Zugleich war Baka von 1972 bis 1986 im Zentralkomitee der Polnischen Vereinigten Arbeiterpartei (Polska Zjednoczona Partia Robotnicza, PZPR), deren Mitglied er seit 1955 war, tätig. Zuletzt als Sekretär des Komitees für Wirtschaftsreformen. Am 12. Juli 1981 wurde er unter Wojciech Jaruzelski Minister ohne Geschäftsbereich, zuständig für Wirtschaftsreformen. Dies blieb er bis zum November 1985 wo er Präsident der polnischen Zentralbank (Narodowy Bank Polski) wurde. Auf dieser Position folgte ihm im Juli 1988 Zdzisław Pakuła, während Władysław Baka wieder im Zentralkomitee tätig war. Als Regierungsvertreter saß er am polnischen Runden Tisch. Er trat 1989 bei den Parlamentswahlen an, konnte aber keinen Sitz erringen. Ab September 1989 war er wieder Präsident der Zentralbank und blieb dies bis zum Januar 1991.
Ab 2000 lehrte er an der Akademia Leona Koźmińskiego.

## Auszeichnungen
- 1974: Ritter des Orden Polonia Restituta
- 1994: Komtur des Orden Polonia Restituta
- 1997: Komtur mit Stern des Orden Polonia Restituta
- 2005: Großkreuz des Orden Polonia Restituta

## Werke
- Programowanie rozwoju gałęzi przemysłu, Warschau 1971
- Rachunek ekonomiczny w gospodarce socjalistycznej, Warschau 1974
- Polska reforma gospodarcza, Warschau 1980
- Czas reformy, Warschau 1986
- On the Question of Central Bank Independence, Warschau 1995
- Central Banks in the Process of Constructing Monetary Union, Warschau 1995
- Transformacja Bankowości Polskiej w latach 1988–1995. in Zarządzanie i finanse, Warschau 1997